# هجوم المؤسسة الوطنية للنفط 2018
كان هجوم المؤسسة الوطنية للنفط لعام 2018 هجومًا إرهابيًا وقع في 10 سبتمبر 2018، حين قام ستة مسلحين على الأقل من تنظيم الدولة الإسلامية في ليبيا بهجوم، وأخذوا عدة رهائن وقتلوا اثنين على الأقل من الموظفين من مؤسسة النفط الوطنية. خلال الهجوم، وقع تبادل لإطلاق النار مع قوات الأمن الموالية للحكومة الوفاق الوطني في طرابلس. أفاد صحفي من الجزيرة أن المسلحين هاجموا البوابة الرئيسية للمنشأة، وأنه تسبب في موجة ذعر في طرابلس.

## ردود الفعل
إيطاليا: وزير الخارجية الإيطالي إنزو ميلانيزي أدان الهجوم في مكالمة هاتفية مع فايز السراج.